# 宇垣纏
宇垣纏（日语：／ Ugaki Matome，1890年2月15日—1945年8月15日）是旧日本海军將領，太平洋战争爆发后任联合舰队参谋长。日本接受波茨坦公告后，宇垣缠带领最后一支特别攻击队出击自杀。

## 生平
1890年2月15日、宇垣纏出生於岡山縣赤磐郡潟瀬村（現・岡山市），父親善藏是教師。宇垣一成陸軍大將、宇垣完爾海軍中將與宇垣纏是同鄉同族。宇垣纏畢業於岡山中学校，1909年9月11日進入日本海軍兵学校40期，成績為150名中第9位。大西瀧治郎、山口多聞、多田武雄與他同期。1911年7月17日，宇垣纏獲得成績優等章。1912年7月17日，宇垣纏於海軍学校第9位成績畢業、少尉候補生。
1913年12月1日，宇垣纏成為海軍少尉。1915年12月13日，宇垣纏成為海軍中尉。1918年12月1日，宇垣纏成為海軍大尉。1919年12月，宇垣纏砲術学校高等科畢業，成績全校第2位。1924年11月，海軍大学校甲種学生22期畢業。12月1日，宇垣纏成為海軍少佐。1925年12月1日，宇垣纏成為海軍軍令部参謀。1928年11月15日，宇垣纏成為日本駐德國大使館海軍助理武官（－30年）。12月10日，宇垣纏成為海軍中佐。1930年12月1日，宇垣纏成為第5戰隊参謀。1931年12月1日，宇垣纏成為第2艦隊参謀。1932年11月15日，宇垣纏成為海大教官（兼陸軍大学校教官）。12月1日，宇垣纏成為海軍大佐。1935年10月30日，宇垣纏成為联合艦隊参謀（兼第1艦隊参謀）。1936年12月1日，宇垣纏成為海防艦八雲號巡洋艦艦長。1937年12月1日，宇垣纏成為日向號戰艦艦長。造船士官堀元美。
1938年11月15日，宇垣纏成為海軍少将、軍令部出仕。12月15日，宇垣纏成為軍令部第1部長。
1941年4月10日，宇垣纏成為第8戰隊司令官。
1943年4月18日清晨，聯合艦隊參謀長宇垣纏陪同司令長官山本五十六，分別搭乘兩架一式陸上攻擊機自拉包爾飛往索羅門群島布干維爾島視察。不料行程電文遭美軍破譯，美軍展開狙殺山本的「復仇行動」。最後兩人的座機都被擊落，山本的座機墜落在布因附近叢林中，山本與以下11名隨員陣亡。宇垣的座機則在海上迫降獲救。
1945年8月15日，時任第五航空艦隊司令長官的宇垣纏中將在九州聽到天皇在正午的投降廣播後，要部下準備3架飛機打算殉國，參謀長勸阻無效。宇垣本來要求在他要搭的飛機的後座上的偵查員下機，但後者拒絕，於是兩人一起擠在後座，前座另有一名駕駛員。當時由於特攻隊員迴響熱烈，最終共有23人（後來僅五人生還）乘11架飛機在17點起飛。飛行3小時後，除了3架中途故障的飛機，餘機和包含宇垣在內的18人都被擊落在沖繩海域陣亡，許多英美駐軍目擊。
宇垣發起的這場神風特攻隊的最後任務在日本國內褒貶不一。次日，幾個美軍登陸艇乘員在伊平屋岛的沙灘上發現一具還在冒煙的飛機駕駛艙殘骸。和以往不同，他們在這個駕駛艙內發現了三具屍體而不是往常的兩具。 其中有一具屍體身穿深綠軍服，頭部碎裂，右臂缺失，身邊有一把匕首。 三具屍體草草被埋葬在沙灘。

## 外部連結
- 宇垣纏中将研究会
- 宇垣纏の戦藻録（特攻隊戦没者慰霊平和祈念協会公式ホームページより）
- Fading Victory: The Diary of Admiral Matome Ugaki, 1941-1945（页面存档备份，存于） ブックレビュー (英語)